# Władysław Wagner (inżynier)
Władysław Wagner (ur. 17 marca 1865 w Warszawie, zm. 14 marca 1937 w Łodzi) – polski inżynier odlewnik i szambelan papieski.

## Życiorys
Wagner był synem odlewnika. W młodości został osierocony. Po stracie rodziców rozpoczął pracę w firmie Rudzki w Warszawie, gdzie odbył praktykę, zostając wykwalifikowanym odlewnikiem. Następnie pracował w fabrykach metalurgicznych w Rosji, m.in. w Zakładach Putiłowskich w Piotrogrodzie oraz w zakładach Malewskich koło Briańska i w Moskwie, gdzie obejmował stanowiska kierownicze, zajmując się głównie odlewaniem pomników.
W latach 1907–1927 pracował jako kierownik w zakładach Józefa Johna w Łodzi. W 1910 podjął się organizacji Towarzystwa Rzemieślniczego „Resursa”, którego był pierwszym założycielem i pierwszym prezesem. Był także zaangażowany w budowę kościoła św. Stanisława Kostki oraz zawiązał komitet fundacji dzwonu „Zygmunt”, który powstał pod jego kierownictwem. Dzwon zrealizował wraz z rzeźbiarzem Kazimierzem Bejmem i odlewnikiem Stanisławem Kwiatkowskim w zakładach Józefa Johna.
W 1912 był jednym z twórców wystawy rzemieślniczej, której był organizatorem i dyrektorem. Dzięki dochodom z wystawy „Resursa” nabył posesję i wybudował gmach przy ul. J. Kilińskiego 117 w Łodzi. Podczas wybuchu I wojny światowej Wagner przebywał w Niemczech. Nie mogąc wrócić do Łodzi, przedostał się przez Szwecję do Rosji, gdzie znajdował się do 1919. Po powrocie do Polski został ponownie kierownikiem w firmie J. Johna. Był organizatorem Szkoły Rzemiosł w Łodzi, przekazanej z czasem o.o. Salezjanom. W 1920 za zasługi został mianowany dożywotnim kuratorem Resursy Rzemieślniczej. W latach 20. XX był radnym Rady Miejskiej w Łodzi z ramienia partii chrześcijańsko-demokratycznej. W 1928 kandydował do sejmu z ramienia Bloku Współpracy z Rządem. Do 1935 był dyrektorem Szkoły Rzemiosł w Pabianicach. Tam odlał wiele pomników, m.in.: odlew pomnika Tadeusza Kościuszki w Łodzi, popiersia króla Władysława Jagiełły w Tuszynie, pomnika Legionisty w Pabianicach.
Wagner był także członkiem Obozu Wielkiej Polski, kierownikiem Związku Teatrów Świetlnych, fundatorem brązu na wykonanie odlewu św. Jana Bosko w 1923 umieszczonego w Szkole Salezjanów w Oświęcimiu.
Został pochowany w części rzymskokatolickiej Starego Cmentarza w Łodzi. Pogrzeb odbył się 17 marca 1937 po nabożeństwie w katedrze św. Stanisława Kostki.

## Wyróżnienia
- Złoty Krzyż Zasługi[3],
- Order Świętego Grzegorza Wielkiego,
- Tytuł szambelana Stolicy Apostolskiej[1].

## Wybrane odlewy
- Dzwon Zygmunt dla kościoła św. Stanisława Kostki w Łodzi,
- Pomnik Tadeusza Kościuszki w Łodzi,
- Popiersie króla Władysława Jagiełły w Tuszynie,
- Pomnik Legionisty w Pabianicach[3].